# Джонсон, Лютер
Лютер «Гитар Джуниор» Джонсон (англ. Luther «Guitar Junior» Johnson; 11 апреля 1939, Итта-Бина, Миссисипи, США — 25 декабря 2022, Оксфорд, Флорида, США) — американский блюзовый гитарист, вокалист и автор песен. Лауреат премии Грэмми 1984 года в номинации «Лучшая запись традиционного блюза», номинант премии Грэмми (1996, 1998). Лауреат Blues Music Awards в номинации «Песня года» (1988) . Имя Лютер Джонсон носили ещё два известных блюзовых гитариста, и оба представителя чикагского блюза: Лютер «Джорджия Бой» Джонсон и Лютер «Хаусрокер» Джонсон; кроме того прозвище «Гитар Джуниор» некоторое время использовал Лонни Брукс.

## Биография
Родившийся в 1939 году в Миссисипи в семье издольщика Лютер Джонсон вырос на ферме Forty Miles Bend . Свой первый музыкальный опыт получил в церковным хором в соседнем Гринвуде.  В 13 лет он возглавил церковный хор, а в 14 лет сформировал свою госпел-группу под названием  Spirit of Minter City. Первую гитару ему подарила мать в 14-летнем возрасте по его просьбе («„Если ты купишь мне гитару, я однажды сыграю с Мадди Уотерсом“. Она ему не поверила, но купила ему гитару, и он это сделал»), а двоюродный брат научил его настраивать её. Он переехал в Чикаго вместе с семьёй в 1955 году «уверенный в себе певец, но всё еще испытывающий трудности с гитарой». Барабанщик Рэй Скотт организовал его первое выступление в своей группе в качестве вокалиста и танцора, где играл Флойд Мёрфи, за которым Лютер Джонсон наблюдал. На год Лютер Джонсон уезжал в Сент-Луис, оттачивать своё мастерство. Когда гитарные навыки музыканта улучшились, Лютер Джонсон получил работу вокалиста/басиста в группе Толла Милтона Шелдона. В 1962 году, когда Шелдон оставил карьеру, Лютер Джонсон переключился на соло-гитару.  
В течение 1960-х годов он выступал вместе с Мэджиком Сэмом, но работал крановщиком на сталелитейном заводе . В 1972 году записал свой первый EP, и в том же году стал полностью профессиональным музыкантом, заменив гитариста Лютера «Джорджия Бой» Джонсона в группе Мадди Уотерса, который играл там с 1966 года по 1972 год. Лютер «Гитар Джуниор» Джонсон выступал и записывался в составе группы Мадди Уотерса по 1980 год, гастролируя  по Европе, Японии и Австралии, а также по США. В 1977 году Джонсон записал свой дебютный альбома совместно с Джимми Джонсоном, и до конца 1970-х выпустил ещё два альбома, но на европейских лейблах. В 1980 году Alligator Records включила четыре песни Лютера Джонсона на легендарный сборник Living Chicago Blues Volume 2, что стало его первой большой записью в США.  В том же году он снялся в фильме Братья Блюз в составе группы Джона Ли Хукера Legendary Blues Band. 
Затем в 1982 году Джонсон переехал на Восточное побережье США в район Бостона, и создал собственную группу The Magic Rockers. В 1982 году он выступил на фестивале в Монтрё, где записал свою версию песни «Walkin' the Dog» Руфуса Томаса. Эта песня вошла в трек-лист сборника Blues Explosion, который получил премию Грэмми в номинации «Лучшая запись традиционного блюза».  В 1984 году записал дебютный альбом Doin’ the Sugar Too. В 1988 году выпустил сингл «Woman Look What You’re Doing», который был признан лучшей песней года по версии Blues Music Awards.  
В 1990-е выпустил пять альбомов и в 2001 году записал свой последний альбом Talkin' About Soul.
Джонсон в течение 37 лет жил в Антриме, Нью-Гемпшир, регулярно играл в местном блюзовом клубе Rynborn. В 2017 году переехал во Флориду, где умер в 2022 году. 
Один из музыкантов группы Лютера Джонсона сказал, что: «У Джонсона была уникальная способность заставить всех зрителей почувствовать, что он играет только для них».
«Один из самых сильных и самых стойких поставщиков звука вест-сайда-блюза в однострунном стиле».

## Дискография
- Ma Bea's Rock (1975) (с Джимми Джонсоном)
- Luther's Blues (1977, Black & Blue, перевыпущен в США на Evidence)
- I Changed (1979)
- Doin’ the Sugar Too (1984, Rooster, переиздан на Bullseye Blues)
- I Want to Groove With You (1990, Bullseye Blues)
- It’s Good to be Me (1992, Bullseye Blues)
- Country Sugar Papa (1994, Bullseye Blues)
- Slammin on the West Side (1996, Telarc)
- Got to Find a Way (1998, Telarc)
- Live At The Rynborn (1999, MC)
- Talkin' About Soul (2001, Telarc)